# Siccia vnigra
Siccia vnigra là một loài bướm đêm thuộc phân họ Arctiinae, họ Erebidae.